# オール・ザ・シングス・シー・セッド
「オール・ザ・シングス・シー・セッド」 (All the Things She Said) はロシアの二人組の女性歌手t.A.T.u.の楽曲及びシングル。

## 概要
2000年にロシアで発売した楽曲『Я сошла с ума』の英語版。
彼女たちの最初の英語のスタジオ・アルバム『t.A.T.u.』に収録され、最初の英語シングルとして2002年8月18日にリリースされた。各国の週間シングル・チャートでは、全英シングルチャートを始め、オーストラリア、ニュージーランド、ドイツ、イタリア、スイス、オーストリア、デンマーク、アイルランド、ルーマニアなどで1位を獲得した。
日本では日本テレビの音楽番組『AX MUSIC-TV』オープニングテーマに起用された。
2002年にはWWE所属だったプロレスラー、リサ・マリー・バロン（ヴィクトリア）の入場曲として使用された。
2020年にアメリカの歌手、ポピーによってカバーされている。
2022年、早回ししたバージョンが動画SNSのTikTokで「この音源を使うと1週間以内に恋が叶う」などと話題を呼び、ユニバーサルミュージックの調べによると7月1日以降日本だけで約4億回、全世界で約9億回再生され、同音源を使用した動画数が100万本を超える大ヒットとなった。これを受けて9月2日、公式の早回しバージョン「All The Things She Said (Sped Up)」が、オリジナルバージョンとのカップリングでユニバーサルミュージックからデジタル配信された。